# Xiphorhynchus susurrans
El trepatroncos cacao (Xiphorhynchus susurrans) es una especie de ave paseriforme de la familia Furnariidae, subfamilia Dendrocolaptinae, perteneciente al numeroso género Xiphorhynchus. Es nativa de América Central y del norte de América del Sur. 

## Nombres comunes
Aparte de trepatroncos cacao (en Colombia), también se le denomina trepatroncos silbador (en Colombia), trepatroncos gorgianteado (en Costa Rica), trepador o trepatroncos gorgicrema (en Nicaragua, trepatroncos chocolate (en Panamá), trepador chillón o trepador del cacao (en Venezuela).

## Distribución y hábitat
Las diversas subespecies se distribuyen desde el este de Guatemala y norte de Honduras, por ambas pendientes, del Pacífico y caribeña de Centroamérica, por Nicaragua, Costa Rica, Panamá, norte y centro oeste de Colombia, norte de Venezuela y Trinidad y Tobago.
Esta especie es considerada bastante común en su hábitat natural: los estratos bajo y medio y los bordes de selvas húmedas tropicales de regiones bajas, principalmente por debajo de los 700 metros de altitud, aunque también puede vivir en las plantaciones y cultivos con árboles.

## Descripción
El grupo de subespecies susurrans mide entre 22,5 y 25,5cm de longitud y el grupo nana, menores en tamaño, mide entre 18,5 y 24,5cm. Su cuerpo es de color pardo oscuro con la cabeza, cuello y pecho salpicados de múltiples listas de color crema. Su pico es largo, ligeramente curvado hacia abajo y de color negro. 

## Vocalización
Es notablemente vocal para un trepatroncos, a menudo cantando incesantemente en la mañana temprano o en los atardeceres. Su sonoro canto es una serie de notas clara y silbadas, rápidas al comienzo y después más lentas y apagándose, por ejemplo, «kuwi, kui-kui-kui-kui, kui, kuu, kwu».

## Sistemática

### Descripción original
La especie X. susurrans fue descrita por primera vez por el naturalista británico William Jardine en 1847 bajo el nombre científico Dendrocolaptes susurrans; su localidad tipo es: «Tobago».

### Etimología
El nombre genérico masculino «Xiphorhynchus» se compone de las palabras del griego «ξιφος xiphos»: espada, y «ῥυγχος rhunkhos»: pico; significando «con pico en forma de espada»;  y el nombre de la especie «susurrans», proviene del latín «susurrans, susurrantis»: murmullo, susurro.

### Taxonomía
Anteriormente fue tratada como conespecífica con Xiphorhynchus guttatus y X. guttatoides, pero los estudios genéticos recientes respaldan propuestas anteriores de reconocimiento de las tres como especies distintas que difieren en el tamaño del cuerpo y en los llamados; sin embargo, los patrones geográficos de cantos son más complejos de lo que se pensaba.
Se reconocen dos grupos de subespecies, que difieren notablemente en el patrón de plumaje: el «grupo susurrans» en el oriente de la zona de distribución (Trinidad, Tobago, isla Margarita y adyacencias continentales de Venezuela) y el «grupo nana» de Centroamérica, norte de Colombia y norte y oeste de Venezuela. La subespecie propuesta X. s. demonstratus Hartert & Goodson, 1917 del noreste de Colombia y noroeste de Venezuela, es inseparable de nana.

### Subespecies
Según las clasificaciones del Congreso Ornitológico Internacional (IOC) y Clements Checklist/eBird v.2019 se reconocen ocho subespecies, divididas en dos grupos, con su correspondiente distribución geográfica:
- Grupo politípico nana:
  - Xiphorhynchus susurrans confinis (Bangs, 1903) – vertiente caribeña de este de Guatemala y norte de Honduras.
  - Xiphorhynchus susurrans costaricensis (Ridgway, 1888) – por ambas vertientes desde el sureste de Honduras al oeste de Panamá (oeste de Chiriquí, oeste de Bocas del Toro).
  - Xiphorhynchus susurrans marginatus Griscom, 1927 – vertiente pacífica de Panamá (este de Chiriquí, Veraguas y oeste de la península de Azuero).
  - Xiphorhynchus susurrans nana (Lawrence, 1863) – ambas vertientes del este de Panamá (hacia el oeste hasta la Zona del Canal y pendiente oriental de la península de Azuero), norte de Colombia (al este hasta el oeste de Guajira, valle del Atrato, bajo valle del Cauca, alto valle del Magdalena al sur hasta Tolima, y al este de los Andes en el noroeste de Arauca) y oeste y norte de Venezuela (Zulia, Táchira y oeste de Apure hacia el este hasta el este de Miranda).
  - Xiphorhynchus susurrans rosenbergi Bangs, 1910 – alto valle del Cauca, en el oeste de Colombia (Valle).

- Grupo politípico susurrans:
  - Xiphorhynchus susurrans jardinei (Dalmas, 1900) – noreste de Venezuela (noreste de Anzoátegui, norte de Monagas, Sucre).
  - Xiphorhynchus susurrans margaritae Phelps, Sr. & Phelps, Jr., 1949 – isla Margarita, litoral de Venezuela.
  - Xiphorhynchus susurrans susurrans (Jardine, 1847) – Trinidad y Tobago, a veces divagante por el continente (sureste de Sucre).